# Operação Lifeline Sudan
A Operação Lifeline Sudan (em inglês:  Operation Lifeline Sudan, OLS) foi um consórcio de agências das Nações Unidas (principalmente UNICEF e o Programa Mundial de Alimentos)  e aproximadamente 35 organizações não-governamentais que operavam no sul do Sudão para prestar assistência humanitária em regiões afligidas pela guerra e atingidas pela seca no sul. A Operação Lifeline Sudan foi criada em abril de 1989 em resposta a uma devastadora fome induzida pela guerra e outras consequências humanitárias da Segunda Guerra Civil Sudanesa entre o governo sudanês e os rebeldes sul-sudaneses. Foi o resultado de negociações entre as Nações Unidas, o Governo do Sudão e o Exército Popular de Libertação do Sudão para prestar assistência humanitária a todos os civis necessitados, independentemente da sua localização ou afiliação política.  Isso incluiu mais de 100 mil repatriados de Itang na Etiópia em 1991.